# Фредерік Браунінг
Сер Фредерік Артур Монтегю Браунінг (англ. Sir Frederick Arthur Montague Browning; нар. 20 грудня 1896, Лондон — пом. 14 березня 1965, Корнуолл) — британський воєначальник, лейтенант-генерал Британської армії, учасник Першої та Другої світових воєн. Випускник Ітонського університету та Королівського військового коледжу в Сандгерсті. За часів Першої світової бився на Західному фронті, відзначився в боях за Камбре. У роки Другої світової командував 1-ю повітрянодесантною дивізією та 1-м повітрянодесантним корпусом, бився у Північній Африці, в Голландії та в Бірмі. 1946—1948 роках військовий секретар Воєнного офісу Великої Британії. Військовими істориками вважається «батьком британських повітрянодесантних військ».
Учасник Зимових Олімпійських ігор 1928 (бобслей) у Санкт-Моріці, Швейцарія.

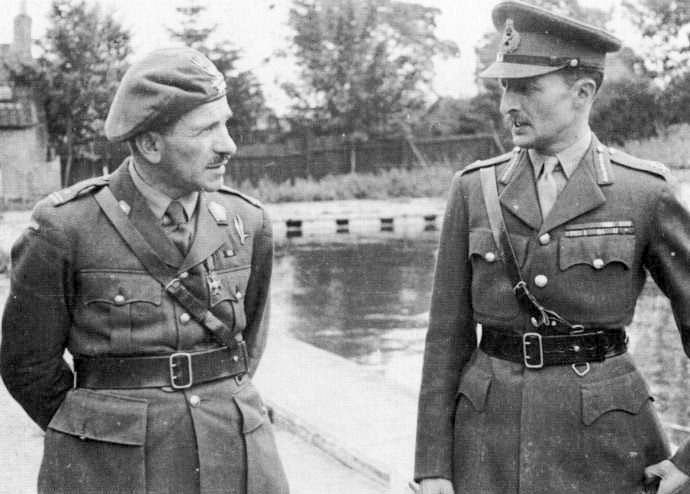
Командувач повітрянодесантними військами Великої Британії генерал-лейтенант Ф.Браунінг (праворуч) з командиром 1-ї польської повітряно-десантної бригади бригадним генералом С. Сосабовським перед десантуванням в операції «Маркет-Гарден». Вересень 1944

## Біографія
Військова кар'єра
- 16 червня 1915 — другий лейтенант
- 15 липня 1915 — лейтенант
- 16 грудня 1917 — тимчасове звання капітан
- 24 листопада 1920 — капітан
- 22 травня 1928 — майор
- 1 лютого 1936 — підполковник
- 1 вересня 1939 — полковник
- 3 жовтня 1939 — бригадир
- 3 листопада 1941 — майор-генерал
- 9 грудня 1943 — лейтенант-генерал

Фредерік Артур Монтегю Браунінг народився 20 грудня 1896 року в елітному районі Лондона, Кенсінгтоні в родині Фредеріка Генрі Браунінга, торговця вином та його дружини Ненсі. Навчався у школі Вест-Дауна у Вінчестері, в Гемпширі, та згодом в Ітонському університеті. 24 листопада 1914 року поступив на навчання до Королівського військового коледжу в Сандгерсті, з якого випустився 16 червня 1915 року другим лейтенантом. Розпочав військову службу в 4-му батальйоні полку [[Гренадерської гвардії.
У серпні 1915 року відбув з підрозділом на Західний фронт. Брав участь у локальних боях. У січні 1916 року був госпіталізований із «траншейною» гарячкою; повернувся на передову лише у жовтні 1916 року. Брав участь у боях за Пілкем Рідж під час битви біля Пашендейле, при Камбре. За бойові заслуги удостоєний ордена «За видатні заслуги» та французьким Круа-де-Герр. У вересні 1918 року став ад'ютантом генерала сера Генрі Роулінсона, командувача британської 4-ї армії.
Після завершення війни Браунінг залишився в лавах британської армії. 24 листопада 1920 року йому присвоїли звання капітан. Проходив службу у Королівському коледжі, де товаришував з Річардом О'Коннором, Майлзом Демпсі, Дугласом Грейсі та Еріком Дорман-Смітом. У цей час почав захоплюватися спортом, багато уваги приділяв бобслею. Через травму не зміг взяти участь у Зимовій Олімпіаді 1924 року, але в 1928 році взяв участь у складі британської команди у змаганням бобслеїстів на Зимовій Олімпіаді в у Санкт-Моріці, Швейцарія, де його команда здобула десяте місце.
19 липня 1932 року одружився з Дафною дю Мор'є, англійською письменницею і біографкою, яка писала в жанрі психологічного трилера, найвідомішим твором її був роман «Ребекка». Подружжя мало трьох дітей: дочок Тессу та Флавію й сина Кристіана.
1936 році Браунінг став командиром батальйону рідного полку, з яким відбув для проходження служби до Єгипту. 1 вересня 1939 року йому присвоєне звання полковник і призначено комендантом армійської школи стрілецької зброї.
У середині травня 1940 року його підвищили у бригадири та призначили командувати 128-ю Гемпширською піхотною бригадою, що входила до 43-ї піхотної дивізії майор-генерала Роберта Поллока. Частина залучалася до оборони Лондона й готувалася до відбиття ймовірного вторгнення нацистів на Британські острови.
3 листопада 1941 року Браунінг отримав під своє командування 1-шу повітрянодесантну дивізію, що формувалася, з одночасним присвоєнням звання майор-генерал. До складу дивізії входили на той час тільки 1-ша парашутна та 1-ша планерна бригади, згодом з'єднання отримало у своє підпорядкування інші частини. Основним завданням командира дивізії була інтенсивна підготовка підпорядкованих військ до бойових дій, тренування цього з'єднання до ведення високоманеврених дій у тилу противника.
16 квітня 1942 року його дивізію відвідали прем'єр-міністр В.Черчилль та начальник штабу Армії США генерал Дж. Маршалл. Командир дивізії звернувся з нагальним проханням забезпечити 1-шу дивізію засобами транспортування — літаками та планерами. Черчилль наказав головному маршалу авіації серу Чарльзу Порталу забезпечити дивізію, й незабаром Ф. Браунінг отримав 83 застарілі бомбардувальники «Вітлі», 10 «Галіфаксів» для буксування великих планерів «Гамількар».
До вересня 1942 року 1-ша повітрянодесантна дивізія набула повної бойової спроможності, й з огляду на підготовку до проведення операції «Смолоскип», Ф. Браунінг звернувся до свого командування з пропозицією надати можливість застосувати повітряний десант у Французькій Північній Африці під час вторгнення. Воєнний офіс погодився з цією пропозицією, й 1-ша парашутна бригад, посилена підрозділами 2-ї парашутної бригади дивізії Браунінга, почала підготовку до десантування в Африці.
Результати проведення десантної операції в Північній Африці були суперечливі й стали предметом детального вивчення особисто командиром дивізії. На підставі аналізу проведеної операції були зроблені висновки й британські парашутисти готувалися вже по більш досконалій методиці до майбутніх дій. 1-ша парашутна бригада отримала прізвисько «Червоні дияволи» (нім. Rote Teufel) від німців, що билися на півночі Африці, й командувач 18-ї групи армій генерал сер Гарольд Александер затвердив за частиною цю кличку; з цього часу ця назва закріпилася за усіма британськими повітрянодесантними військами.
У березні 1943 року Браунінг призначений начальником повітрянодесантних військ у штабі Д. Ейзенхауера. Під час розробки плану повітрянодесантної операції на Сицилію в нього виникли протиріччя з наступним командиром 1-ї повітряно-десантної дивізії майор-генералом Гопкінсоном. Той поступився вимогам командувача 8-ї армії генерала Б. Монтгомері та дав згоду на висадку десанту на міст Понте Гранде південніше Сиракузи. Браунінг категорично протистояв цьому задуму, але Монтгомері своїм авторитетом нарешті продавив рішення, не прислухавшись думки досвідченого генерала.
4 грудня 1943 року Браунінга призначили командувати усіма британськими повітрянодесантними підрозділами, що входили до складу 21-ї групи армій. Згодом на їхній основі був сформований 1-й повітрянодесантний корпус, який генерал очолив 16 квітня 1944 року. У серпні 1944 року корпус увійшов до 1-ї союзної повітрянодесантної армії американського генерал-лейтенанта Л.Бреретона. Браунінга відповідно призначили заступником командира корпусу.
Між британським та американськими генералами виникло напруження, що переросло у завзяте протистояння. Американці відкрито незалюбили пихатого та зарозумілого на їхню думку британця, який завжди ліз зі своїми порадами та рекомендації в процес планування операцій. Коли почалося планування операції «Маркет-Гарден», Бреретон та Браунінг посварилися вщент через незгоду щодо реалізації замислу операції. Британський генерал був категорично проти задуму щодо висадки його військ поблизу Арнема. Він відкрито протистояв цьому плану, вважаючи, що відстань до району парашутного десанту занадто велика, й більш того, за даними розвідки дві німецькі танкові дивізії СС, 9-та та 10-та, зосереджені біля цього голландського міста. Відповідно Браунінг вважав, що ризик надзвичайно надмірний і його люди не зможуть втримати визначені об'єкти, доки до району їхнього десантування біля арнемського мосту дістануться головні сили XXX корпусу генерал-лейтенанта Браяна Хоррокса. Командир 1-ї повітрянодесантної дивізії Роберт Аркарт стверджував, що коли йому повідомили, що його десантники повинні будуть тримати міст протягом двох днів, Браунінг відповів, що вони можуть утримати його й чотири дні, проте пізніше прокоментував Аркарту: «Але я думаю, що цей міст занадто далеко».
17 вересня 1944 року розпочалася операція «Маркет-Гарден». Генерал Фредерік Браунінг висадився з передовою групою свого штабу планерами поблизу міста Неймеген. Його дії суворій критикували через те, що штабна група не змогла зв'язатися ані з 1-ю британською дивізією, що билася північніше за усіх інших союзних частин біля Арнема, ані зі 101-ю американською дивізією генерала Тейлора, що десантувалася неподалік від Ейндговена. По-друге, дії Браунінга під час операції не були до кінця ясними й викликали багато суперечок з американським командуванням.
Після операції, за рекомендацією фельдмаршала Б.Монтгомері генерал Браунінг був переведений на Тихоокеанський театр війни. Адміралу Луїсу Маунтбеттену в цей час був конче необхідний начальник його штабу у Південно-східному Азійському командуванні союзників, і він погодився з кандидатурою Браунінга, коли її запропонував начальник Генерального штабу імперії фельдмаршал Брук. З грудня 1944 до липня 1946 року лейтенант-генерал Фредерік Браунінг служив начальником штабу Командування в Канді, Цейлон.
З вересня 1946 до січня 1948 року він перебував на посаді військового секретаря Воєнного офісу Великої Британії.
5 квітня 1948 року лейтенант-генерал Фредерік Браунінг звільнився з лав Збройних сил Великої Британії та продовжив активну діяльність у цивільному суспільстві. Ще з січня 1948 року по рекомендації лорда Маунтбеттена його обрали контролером та скарбником Її королівської високості принцеси Єлизавети. Після смерті короля Георга VI в 1952 році Браунінг зі своїм штатним персоналом при герцогині, яка стала Королевою Об'єднаного королівства, виявився не у справ, і його перепризначили скарбником герцога Единбурзького.
Через пристрасть відставного генерала до спиртного незабаром його залежність від алкоголю стала хронічною. У липні 1957 року в нього стався серйозний психічний розлад, що врешті призвів Браунінга до відставки в 1959 році. Ситуацію погіршили стосунки з дружиною, письменницею Дафною дю Мор'є.
14 березня 1965 року Фредерік Браунінг помер від серцевого нападу в Менабіллі.
1977 році на екрани світу вийшов американо-британський військово-історичний фільм режисера Річарда Аттенборо «Міст надто далеко», заснований на подіях повітрянодесантної операції в Голландії в 1944 році. Роль Фредеріка Браунінга зіграв Дірк Богард.